# Ваньки (Афанасьєвський район)
Ва́ньки (рос. Ваньки) — присілок у складі Афанасьєвського району Кіровської області, Росія. Входить до складу Гордінського сільського поселення.
Населення становить 30 осіб (2010, 46 у 2002).
Національний склад станом на 2002 рік — росіяни 98 %.